# Liste der Stolpersteine in Besigheim
In der Liste der Stolpersteine in Besigheim sind alle
acht
Stolpersteine aufgeführt, die in Besigheim im Rahmen des Projekts des Künstlers Gunter Demnig an bislang vier Terminen verlegt wurden. Auf Initiative der Künstlerin Margit Stäbler-Nicolai wurde der erste Stolperstein in Besigheim im September 2010 gesetzt; der bislang letzte im Juni 2019.

## Liste
Die Tabelle ist teilweise sortierbar; die Grundsortierung erfolgt alphabetisch nach dem Verlegeort. Die Spalte Person, Inschrift wird nach dem Namen der Person alphabetisch sortiert.
| Bild | Person, Inschrift | Verlegeort               | Verlege- datum | Information                                                                         |
| ---- | --- | ------------------------ | -------------- | ----------------------------------------------------------------------------------- |
|      | HIER WOHNTE MARIE SCHLIENZ JG. 1867 EINGEWIESEN 1922 HEILANSTALT WEINSBERG ‚VERLEGT‘ 4.6.1940 GRAFENECK ERMORDET 4.6.1940 AKTION T4       | Aiperturmstraße 5 (Lage) | 22. Nov. 2014  | Quellen zur Stolpersteinverlegung, zur Opferbiografie und zum Stolperstein-Rundgang |
|      | HIER WOHNTE ANNA MARIA DIFLIFF JG. 1890 EINGEWIESEN 1937 HEILANSTALT WEINSBERG ‚VERLEGT‘ 19.8.1940 GRAFENECK ERMORDET 19.8.1940 AKTION T4 | Bahnhofstraße 1 (Lage)   | 22. Nov. 2014  | Quellen zur Stolpersteinverlegung, zur Opferbiografie und zum Stolperstein-Rundgang |
|      | HIER WOHNTE RUPPRECHT VILLINGER JG. 1914 EINGEWIESEN 1933 ‚HEILANSTALT‘ SCHUSSENRIED ERMORDET 18.6.1940 GRAFENECK AKTION T4               | Bahnhofstraße 17 (Lage)  | 17. Sep. 2010  | Quellen zur Stolpersteinverlegung, zur Opferbiografie und zum Stolperstein-Rundgang |
|      | HIER WOHNTE HEINRICH BAUER JG. 1909 EINGEWIESEN 1935 HEILANSTALT WEINSBERG ‚VERLEGT‘ 16.7.1940 GRAFENECK ERMORDET 16.7.1940 AKTION T4     | Hauptstraße 19 (Lage)    | 19. Sep. 2012  | Quellen zur Stolpersteinverlegung, zur Opferbiografie und zum Stolperstein-Rundgang |
|      | HIER WOHNTE FRIDA DIPPON JG. 1896 EINGEWIESEN 1927 HEILANSTALT WEINSBERG ‚VERLEGT‘ 25.1.1940 GRAFENECK ERMORDET 25.1.1940 ‚AKTION T4‘     | Ulrichstraße 3 (Lage)    | 29. Juni 2019  | Quellen zur Stolpersteinverlegung und zur Opferbiografie                            |
|      | HIER WOHNTE FRIEDERICKE ZEHENDER JG. 1872 EINGEWIESEN 1921 ANSTALT MARKGRÖNINGEN ‚VERLEGT‘ 7.8.1940 GRAFENECK ERMORDET 7.8.1940 AKTION T4 | Vorstadt 5 (Lage)        | 22. Nov. 2014  | Quellen zur Stolpersteinverlegung, zur Opferbiografie und zum Stolperstein-Rundgang |
|      | HIER WOHNTE ALFRED HÄNDEL JG. 1909 EINGEWIESEN 1936 HEILANSTALT WEINSBERG ‚VERLEGT‘ 21.6.1940 GRAFENECK ERMORDET 21.6.1940 AKTION T4      | Vorstadt 19 (Lage)       | 19. Sep. 2012  | Quellen zur Stolpersteinverlegung, zur Opferbiografie und zum Stolperstein-Rundgang |
|      | HIER WOHNTE FRIEDERIKE MÜLLER JG. 1887 EINGEWIESEN 1937 HEILANSTALT LIEBENAU ‚VERLEGT‘ 2.10.1940 GRAFENECK ERMORDET 2.10.1940 AKTION T4   | Vorstadt 32 (Lage)       | 19. Sep. 2012  | Quellen zur Stolpersteinverlegung, zur Opferbiografie und zum Stolperstein-Rundgang |